# Бранец, Владимир Николаевич
Владимир Николаевич Бранец (род. 11 февраля 1936 года, Ярославль, СССР) — советский и российский конструктор систем ориентации, навигации и управления космической техники. Лауреат Государственной премии СССР и премии Президента РФ, Заслуженный деятель науки РФ. Прошёл путь от инженера до Первого заместителя генерального конструктора по системам ориентации, навигации и управления движением РКК «Энергия» им. С. П. Королёва. С 2005 г. по 2007 г. — Вице-президент РКК «Энергия».
С 2008 года — заместитель генерального конструктора по науке в ОАО «Газпром космические системы». Доктор физико-математических наук. Профессор. Член Учёного совета РКК «Энергия» и ЦНИИМАШ.

## Биография
В 1959 году окончил Аэромеханический факультет Московского физико-технического института.
C 1959 по 1960 год работал инженером в НИИ-1.
В 1960 перешёл на работу в ОКБ-1 (РКК «Энергия», г. Королёв Московской области). За 38 лет (с 1960 по 1998) прошёл путь от инженера до руководителя отделения по системам ориентации и управления движением.
С 1998 по 2001 — Заместитель генерального конструктора, руководитель отделения по системам управления космических кораблей и орбитальных станций.
С 2001 по 2005 год — Руководитель Центра по бортовым приборам, агрегатам и системам управления — заместитель генерального конструктора.
С 2005 по 2007 год — Вице-президент, первый заместитель генерального конструктора РКК «Энергия» им. С. П. Королёва.
С 2008 года — Заместитель генерального конструктора по науке в ОАО «Газпром космические системы».

## Достижения
Продолжатель творческой научной школы, основанной академиком РАН Б. В. Раушенбахом. Был научно-техническим руководителем разработок цифровых систем ориентации, навигации и управления движением транспортных кораблей «Союз-Т», «Союз-ТМ», «Союз-ТМА», «Прогресс М/М1», станции «Мир», Российского сегмента Международной космической станции (МКС), спутников связи и вещания «Ямал».

«Я считаю себя учеником академика Раушенбаха, одного из основоположников отечественной космонавтики. Под его руководством мы создали ряд аналоговых систем управления первого поколения. Тогда произошёл большой скачок в электронике — переход от электронных ламп к транзисторам, что позволило делать сложнейшие устройства малогабаритными. Это была интереснейшая эпоха, когда всё было впервые. Мне удалось продолжить дело моего учителя в системах следующих поколений».
— «Первым делом — ракеты» («Калининградская правда», 11.02.2016)
Под руководством В. Н. Бранца была разработана новая концепция построения систем управления, содержащих не только приборные компоненты, но и программно-математическое обеспечение. Новые корабли «Союз-Т», по которым он стал научным, а потом и техническим руководителем, с первого беспилотного пуска 1974 года летали удачно, выполняя все поставленные задачи. В 1979 году беспилотный корабль с цифровой системой управления совершил первую стыковку. А через год, в 1980 году, состоялся прорыв в космической технике. На борту КА «Союз-Т», пилотируемого космонавтами Юрием Малышевым и Владимиром Аксёновым, в системе управления движением впервые был установлен бортовой компьютер. Благодаря таланту В. Н. Бранца и фантастической работоспособности его соратников цифровая техника шагнула в космос. Была открыта новая эпоха в развитии отечественной и мировой космонавтики. Ещё через год началась разработка цифровой многомашинной системы управления для станции нового поколения — «Мир», которую В. Н. Бранец считает самой сложной из всех своих разработок.
В. Н. Бранец — автор ряда изданий и публикаций по проблемам управления и теории бесплатформенных инерциальных навигационных систем.
Под его руководством выполнены работы, завершившиеся защитой 10 кандидатских и 3 докторских диссертаций. Один из организаторов 13 всесоюзных школ по теории управления, информационно-вычислительным системам, программному обеспечению, чувствительным элементам и т. д., организованных под эгидой секции навигации и систем управления отделения механики РАН. Являлся председателем «малого» (кандидатского) Учёного совета РКК «Энергия», членом Учёных советов РКК «Энергия» и ЦНИИмаш.
С 1994 по 2000 год был Председателем НТС ОАО «Газком».
На протяжении многих лет читал лекции на базовой кафедре по системам управления МФТИ, с 2005 по 2007 заведовал этой кафедрой.

## Семья
Сын Дмитрий (1959—2008) также занимался научной деятельностью, был директором банка в Переславле-Залесском, впоследствии стал жить отшельником в заброшенном селе Николо-Царевна в Ярославской области.

## Звания и награды
- Орден Почёта (2001)[3]
- Лауреат Государственной премии СССР (1985)
- Премия Президента Российской Федерации в области образования (совм. с  А. С. Коротеевым, Н. Н. Кудрявцевым,С. М. Козелом, Б. К. Ткаченко, Л. М. Зелёным, А. А. Галеевым, Н. Н. Севастьяновым и др.) "за работу … «Новое направление в системе подготовки специалистов высшей квалификации в области космической науки и техники на основе интеграции фундаментального и прикладного образования с использованием современных информационных технологий» (2003)[4].
- Заслуженный деятель науки РФ
- Действительный член Международной академии астронавтики
- Академик Российской академии космонавтики имени К. Э. Циолковского
- Действительный член Международной общественной организации «Академия навигации и управления движением».
- Награждён Множеством медалей и памятных знаков.

## Публикации

### Книги
- Бранец В. Н., Шмыглевский И. П. Применение кватернионов в задачах ориентации твёрдого тела — М.: Наука, 1973. — 320 с.
- Бранец В. Н., Шмыглевский И. П. Введение в теорию бесплатформенных инерциальных навигационных систем — М.: Наука, 1992. — 278 с.: ил. ISBN 5-02-014284-0
- Севастьянов Н. Н., Бранец В. Н., Беляев М. Ю., Банит Ю. Р., Сазонов В. В. Определение тензора инерции геостационарных спутников «Ямал» по телеметрической информации, — М. Препринт ИПМ им. М. В. Келдыша РАН. 2006 г., № 17
- Бранец В. Н. Лекции по теории бесплатформенных инерциальных навигационных систем управления. Учебное пособие / В. Н. Бранец. — М.: МФТИ, 2009. — 340 с.
- Бранец В. Н., Севастьянов Н. Н., Федулов Р. В. Лекции по теории систем ориентации, управления движением и навигации — Томск: Издательство ТГУ, 2013. — 310 с.
- Бранец В. Н. Записки инженера — М.: Космоскоп, 2018. — 592 с. ISBN 978-5-903545-40-7

### Избранные статьи
- Севастьянов Н. Н., Бранец В. Н. Система управления спутника связи «Ямал-100» — Санкт-Петербург, ЦНИИ «Электроприбор», Материалы VII Санкт-Петербургской международной конференции по интегрированным навигационным системам, 29-31 мая 2000 г., стр. 7-11
- Севастьянов Н. Н., Семёнов Ю. П., Бранец В. Н. Российский спутник связи нового поколения «Ямал» — г. Королёв МО, Ракетно-космическая техника, Труды РКК «Энергия», 2002 г. Серия XII Выпуск 1, с. 5-6
- Севастьянов Н. Н., Бранец В. Н., Котов О. С., Орловский И. В., Платонов В. Н., Черток М. Б. Бортовой комплекс управления спутника связи «Ямал» — г. Королёв МО, Ракетно-космическая техника, Труды РКК «Энергия», 2002 г. Серия XII Выпуск 1, с. 7-15
- Севастьянов Н. Н., Бранец В. Н., Беляев М. Ю., Завалишин Д. А., Платонов В. Н., Банит Ю. Р., Сазонов В. В. Исследование возможности управления КА «Ямал-200» с использованием математической модели движения, г. Санкт-Петербург: ЦНИИ «Электроприбор», Материалы 14-й Санкт-Петербургской Международной конференции по интегрированным навигационным системам. С-Петербург, 2007 г. стр. 174—182